# Dares Frigi

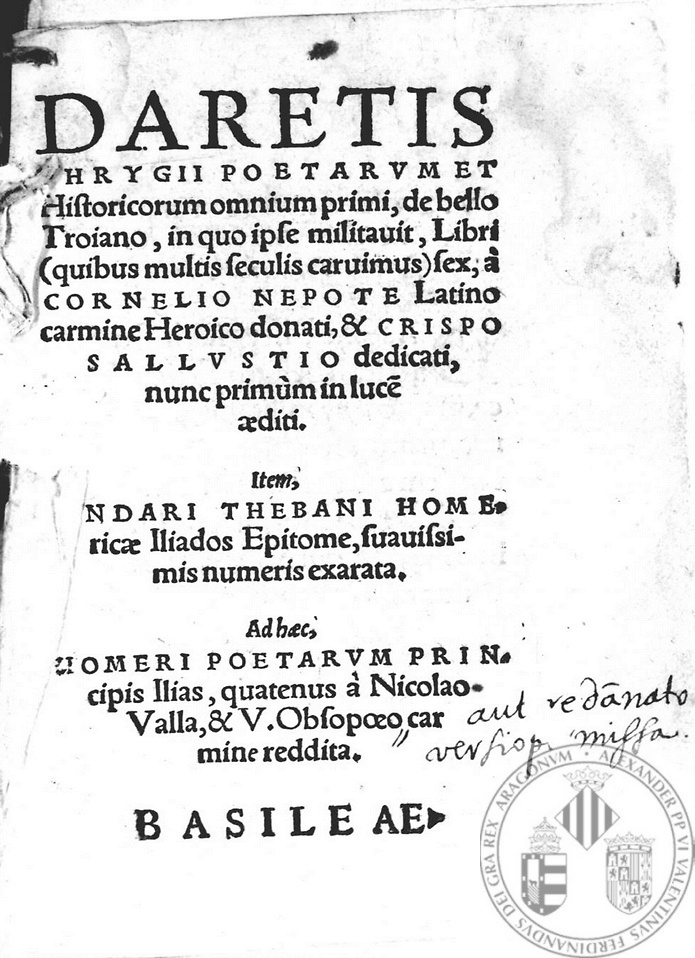
Portada del Dares

Dares Frigi és el suposat autor del llibre De excidio troiae historia (Història de la destrucció de Troia), traducció llatina del segle vi d'un original grec que narra la Guerra de Troia.

## Obra
Al s. II, Claudi Elià dona la notícia que amb anterioritat a la Ilíada atribuïda a Homer n'hi hagué una altra composta per Dares en idioma frigi. Aquesta dada és inversemblant quant a l'antiguitat de l'obra, però permet suposar que aquest autor es basava en l'existència d'un original grec en la seua època que podria haver estat després resumit i traduït al llatí per obtenir com a resultat la Història de la destrucció de Troia.
En el llibre es narren els fets des del punt de vista troià, i sotmetent la Ilíada a una revisió històrica que elimina la intervenció dels déus, en un intent de versemblança, indicant com a motiu rivalitats amoroses. Es deia d'aquest llibre que era una traducció llatina de l'obra de Dares Frigi. Durant molt de temps s'atribuí a Corneli Nepot, i es deia que l'havia dedicat a l'historiador Gai Sal·lusti Crisp; però el llenguatge del llibre és molt posterior al de l'època de Nepot, i tal vegada calga datar-lo del s. V.
El llibre d'aquest suposat «Dares Frigi» és un antecedent autònom sobre la Guerra de Troia. Sobre això s'han sustentat diverses opinions en els estudis clàssics. El punt és que l'autor romà compondria en llatí resums en vers de la Ilíada d'Homer, destinats a l'ensenyament com ho faria qualsevol professor de literatura. Aquest fi pedagògic pot detectar-s'hi en el to didàctic.
L'autor aboca del grec al llatí texts perduts que pretenien ser originals; inèdites cròniques de primera mà de la Guerra de Troia. Aquestes "variacions" només són imitacions dels passatges homèrics, fent paràfrasi del sentit del text original.
Narra la versió d'un combatent troià (Dares el Frigi) de la destrucció de Troia, amb testimoniatges suposadament coetanis i autèntics de soldats que lluitaren a Troia en bàndols contraris. N'hi ha una altra versió i tenim un altre nom amb què es denomina l'autor romà: Dares (De excidio Troiae historia) i Dictus el Cretenc (Ephemeris belli troiani). En realitat són dos exercicis retòrics de l'antiguitat tardana que ens presenten una versió de la llegenda troiana aliena a l'imaginari homèric.
En la versió del Poema de Troia de Benet de Sant Maur, es llegeix que
 (...) el que vertaderament escrigué la història de Troia com succeí fou Dayres, que era natural de la ciutat i en presencià la destrucció... i no Omer (sic), que escrigué més de cent anys després que la vila fos destruïda [...].
Açò demostra també que en l'edat mitjana es coneixia la versió Ilias llatina, tot i que no seguia a Homer, sinó a Dictus Cretenc (s. IV) i a Dares Frigi (s. VI), fins que se'n va fer una bona traducció del grec al llatí: la de Lleonci Pilat, acabada cap al 1360.
El nom de Dares apareix en la Ilíada com el d'un sacerdot d'Hefest a Troia. En l'Eneida, Dares és el nom d'un troià que participa en els jocs fúnebres en honor d'Anquises. Amb tot, no hi ha dades que permeten identificar aquests personatges amb el pretés autor de l'obra.